# Dělostřelecká pozorovatelna (československé opevnění)
Dělostřelecká pozorovatelna je v terminologii československého opevnění pojem užívaný pro permanentní unifikovaný železobetonový objekt budovaný za účelem pozorování nepřítele a dodávání takto získaných informací vlastním jednotkám.
Takticky dělostřelecká pozorovatelna spadala vždy pod některou z dělostřeleckých tvrzí, přestože mohly být od ní vzdálené i několik kilometrů. Dle toho, zda byla pozorovatelna napojena na podzemní systém nadřízené tvrze, je dělíme na tvrzové nebo izolované. Byly umísťovány na místa s dobrým výhledem na hlavní obranné postavení a jeho předpolí, která byla ale zároveň příliš zranitelná palbou nepřítele. Ve střeše měly osazený dělostřelecký pozorovací zvon až se třemi průzory a vybavený speciální optikou.

## Dělostřelecká pozorovatelna nebo pěchotní srub?
Poněkud zavádějící je fakt, že shodný úkol jako dělostřelecké pozorovatelny měly plnit i některé pěchotní sruby, které byly vybaveny stejným typem pozorovacího zvonu. Na rozdíl od dělostřelecké pozorovatelny byly ale pěchotní sruby součástí hlavního obranného postavení a jejich primárním úkolem byl aktivní boj proti nepříteli. Tento úkol dělostřelecká pozorovatelna neměla. Jako odolný objekt těžkého opevnění byla budována z důvodu zajištění pasívní ochrany pozorovatele na exponovaném místě a její kulometná výzbroj byla primárně určena jen k obraně vlastního objektu.

## Seznam dělostřeleckých pozorovatelen
- MO-S 42 „Nad Hájem“ (tvrzová, tvrz Smolkov)
- K-S 12b „Utržený“ (izolovaná, tvrz Hůrka)
- R-S 91 „Vrchol“ (izolovaná, tvrz Hanička)
- T-S 76a (izolovaná, plánována pro tvrz Babí, do září 1938 nebyla její stavba zadána)